# 李傑 (務光)
李 傑（り けつ、生年不詳 - 718年）は、唐代の官僚。もとの名は務光。本貫は相州滏陽県。

## 経歴
北魏の并州刺史の李宝の末裔にあたる。若くして親に孝行で、兄弟仲が良いことで知られた。明経に挙げられ、吏部員外郎に累進した。明敏にして吏才があり、当時の声誉を得た。神龍初年、衛尉寺少卿に累進し、河東道巡察黜陟使となった。先天年間、陝州刺史として出向し、水陸発運使をつとめた。開元初年、河南尹となった。李傑は聴政につとめ、訴列ができるたびに、分かれ道で食事を取り、処置裁断を止めることがなかった。このため官は事務を滞留させることなく、民衆や官吏はかれを愛した。先立って黄河と汴州の間に梁公堰があったが、堰が破壊されて年久しく、長江や淮水との間の水運は不通となっていた。李傑は汴州と鄭州の人夫を徴発してこれを浚渫するよう上奏した。早期に完成して官民ともに利益を受けた。
ほどなく李傑は宋璟に代わって御史大夫となった。開元4年（716年）1月、王皇后の妹の夫の尚衣奉御の長孫昕とその妹の夫の楊仙玉が里巷で李傑に遭遇し、李傑を殴打する事件が起こった。李傑が被害を訴えると、玄宗は激怒して、長孫昕らを斬らせることとした。散騎常侍の馬懐素が陽和の月に刑を行うべきでないと請願したが、玄宗は長孫昕らを杖殺させた。
翌年、李傑は睿宗陵墓の橋陵の造営にあたり、武威県子の爵位を受けた。李傑が橋陵造営を監督したとき、侍御史の王旭に召し出されて判官となった。王旭は利をむさぼって賄賂を受け取っていたことから、李傑はかれを捕縛しようとしたが、かえって王旭に誣告され、衢州刺史として出された。まもなく揚州大都督府長史に転じたが、再び御史の弾劾を受けて、免官されて邸に帰った。開元6年（718年）、死去した。戸部尚書の位を追贈された。

## 伝記資料
- 『旧唐書』巻100 列伝第50
- 『新唐書』巻128 列伝第53